# Melocactus violaceus
Melocactus violaceus es una especie de planta fanerógama de la familia Cactaceae.

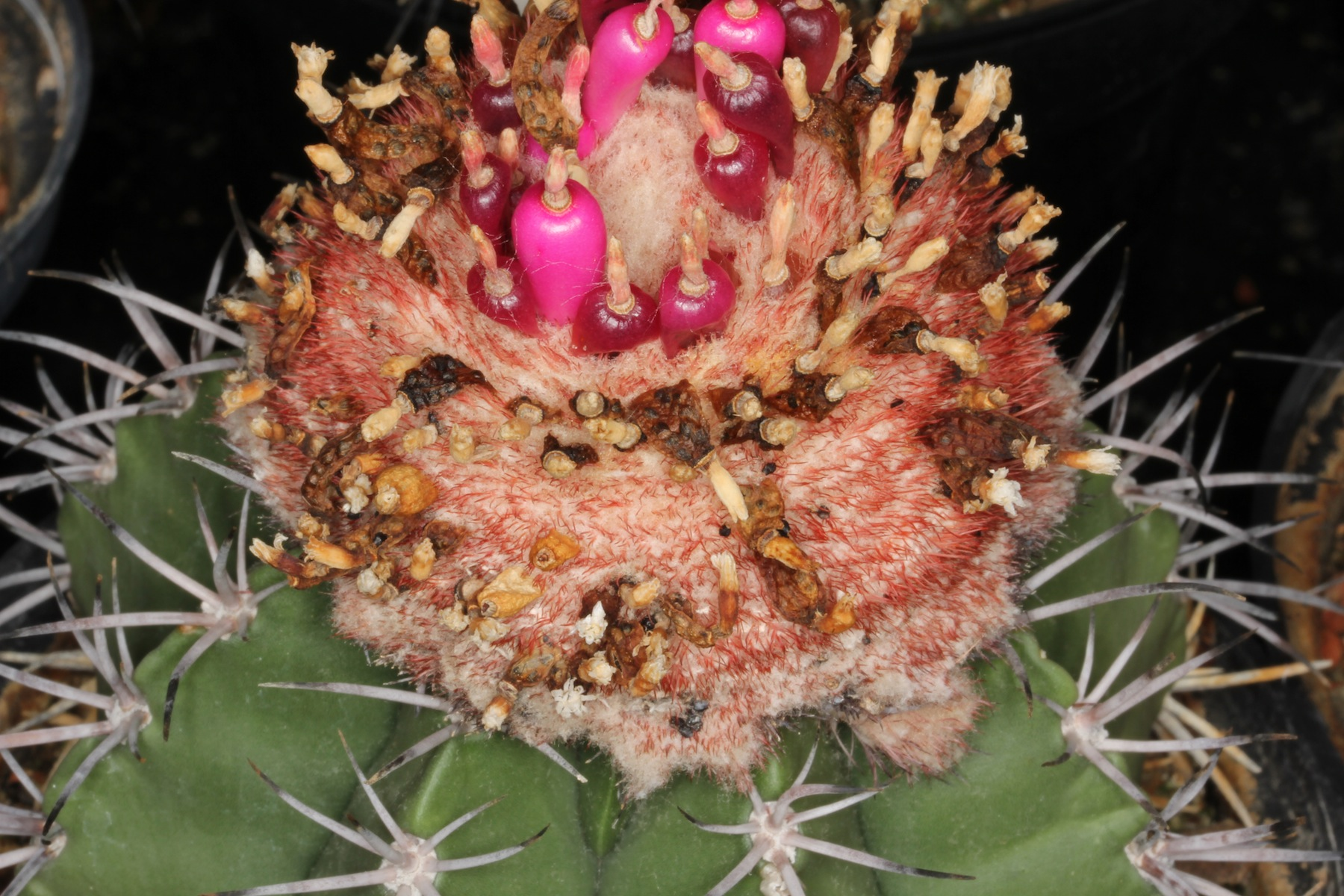
Detalle del cefalio con flores

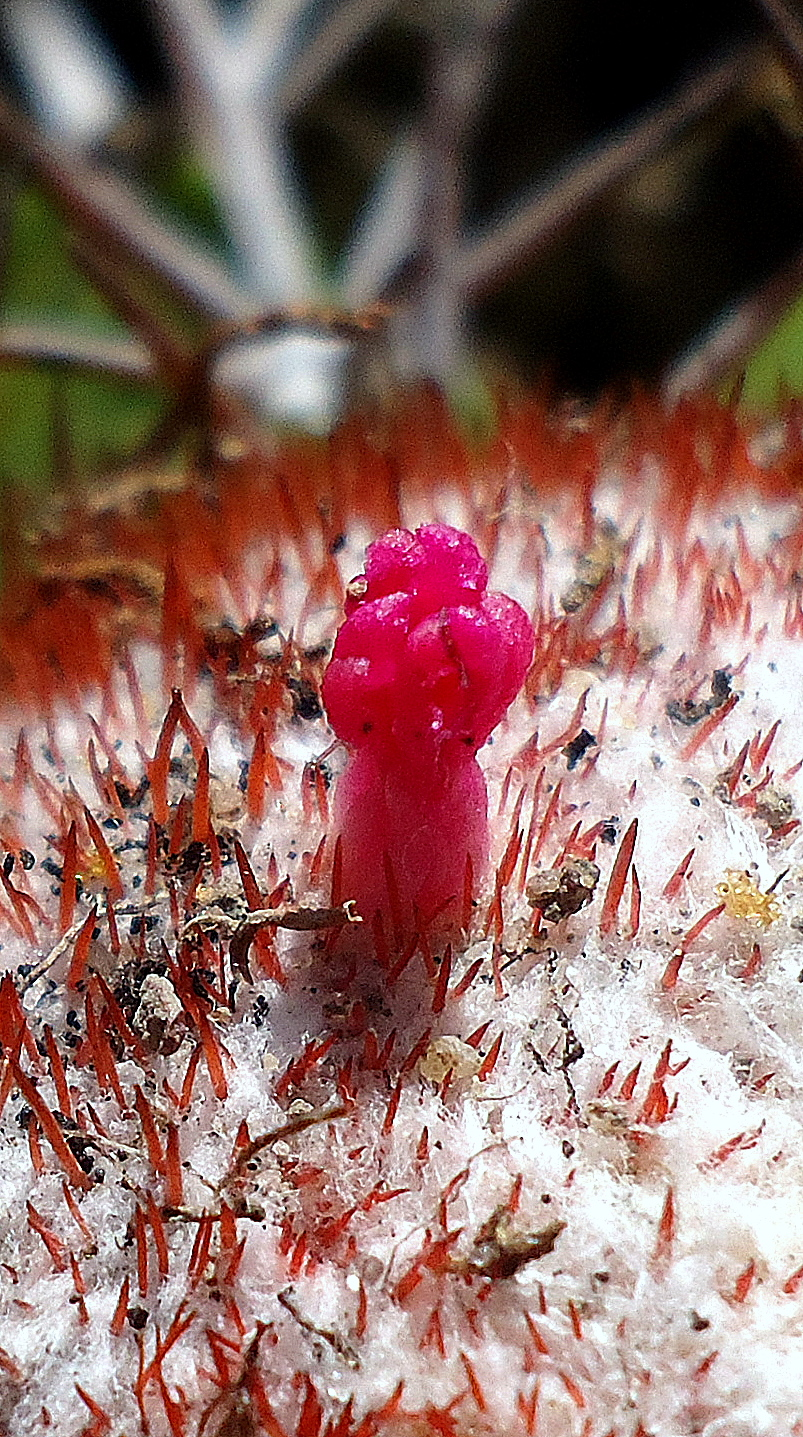
Detalle

## Descripción
Melocactus violaceus tiene un tallo de  color verde oscuro que llega a alcanzar un tamaño de 5 a 20 centímetros de altura y un diámetro de 6 a 20 cm. Tiene de 5 a 15 costillas y areolas con espinas muy delgadas de color marrón, con una parte superior más oscura y a menudo tocada con gris. Las espinas centrales están ausentes. Tiene 5 a 8 espinas radiales rectas o ligeramente curvadas de 1,4 a 2,4 centímetros. El cefalio  de color rojo brillante, formado con cerdas finas y abundante lana blanca mide hasta 6 cm de alto (rara vez más) y alcanza un diámetro de 3,5 a 8,5 centímetros. Las flores son rosadas y se destacan claramente del cefalio. Miden 1,5 a 2,5 centímetros de longitud y tienen un diámetro de 6 a 14 milímetros. El fruto es rosa pálido a rosa oscuro a lila-rosado o blanco y mide entre 1,2 y 1,9 cm de largo.

## Distribución
Es endémica de Brasil.  Es una especie común en todo el mundo como planta ornamental.

## Taxonomía
Melocactus violaceus fue descrita por Ludwig Karl Georg Pfeiffer y publicado en Allgemeine Gartenzeitung 3: 313. 1835.
Etimología
Melocactus: nombre genérico, utilizado por primera vez por Tournefort, proviene del latín melo, abreviación de melopepo (término con que Plinio el Viejo designaba al melón). Se distingue de las demás cactáceas cilíndricas por tener un cefalio o gorro rojo, razón por la que los primeros españoles que llegaron a Sudamérica le llamaban "gorro turco".
violaceus: epíteto latino que significa "violeta".
Sinonimia
- Cactus melocactoides
- Melocactus melocactoides
- Melocactus depressus
- Melocactus ellemeetii
- Melocactus margaritaceus[4][5]